# 亀井昭宏
亀井 昭宏（かめい あきひろ、昭和17年（1942年）3月22日 - ）は、日本の広告、マーケティング研究者。
東京都出身。早稲田大学大学院商学研究科博士課程満期退学。日本学術会議会員。主な表彰歴として、日本広告学会賞、第20回白川忍賞受賞など。日本広告学会会長、日本広報学会理事、産業・組織心理学会理事、広報効果測定手法研究会委員。早稲田大学名誉教授。

## 著書
- マーケティングの最前線 (2)（横田澄司、亀井昭宏編著、学文社、1990年6月1日、ISBN 9784762003653）
- マーケティングの最前線（横田澄司、亀井昭宏編著、学文社、2000年、ISBN 9784762001666）
- ブランド・コミュニケーションの理論と実際（東急エージェンシー出版部、ISBN 9784884970758）
- 新広告用語事典 改訂（電通、2001年9月、ISBN 9784885531538）
- デジタル時代の広報戦略（林利隆、亀井昭宏編、早稲田大学出版部、2002年4月、ISBN 9784657024107）
- ブランド要素の戦略論理（恩藏直人、亀井昭宏編、早稲田大学出版部、2002年11月、ISBN 9784657029249）
- マーケティング辞典 改訂版（宮沢永光監修、亀井昭宏監修、岩本俊彦監修、2003年6月、ISBN 9784495634926）
- 新広告論（亀井昭宏、疋田聡編著、日経広告研究所、2005年3月、ISBN 9784532640606）

### 訳書
- 満足できる広告効果と予算―広告の経済性をいかに高めるか？（ジョン・フィリップ・ジョーンズ著、亀井昭宏監訳、ISBN 9784532640170）
- 戦略的ブランド・マネジメント（ケビン・レーン・ケラー著、恩藏直人、亀井昭宏訳、2000年4月、ISBN 9784884970765）